# SB Creative
SB Creative Corp. (SBクリエイティブ株式会社?, SB Kurieitibu Kabushiki-gaisha) è una casa editrice giapponese controllata dalla SoftBank. L'azienda è stata fondata nel 1999 ed ha sede a Tokyo.